# Setzehorn
Setzehorn är en bergstopp i Schweiz.   Den ligger i distriktet Goms och kantonen Valais, i den centrala delen av landet, 80 km sydost om huvudstaden Bern. Toppen på Setzehorn är 3 061 meter över havet, eller 49 meter över den omgivande terrängen. Bredden vid basen är 0,31 km.
Terrängen runt Setzehorn är mycket bergig. Runt Setzehorn är det glesbefolkat, med 11 invånare per kvadratkilometer.. Närmaste större samhälle är Grindelwald, 19,0 km nordväst om Setzehorn. 
Trakten runt Setzehorn består i huvudsak av gräsmarker.